# إليزابيث بوغارت
إليزابيث بوغارت (بالإنجليزية: Elizabeth Bogart)‏ هي كاتِبة وشاعرة أمريكية، ولدت في 8 ديسمبر 1795 في نيويورك في الولايات المتحدة، وتوفيت في 12 مايو 1879 في نيويورك في الولايات المتحدة.